# Quirico e Giulitta
Quirico e Giulitta sono, nella tradizione della Chiesa cattolica e di tutte le Chiese cristiane orientali, un bambino piccolo e sua madre, morti martiri probabilmente nel 304. La loro festa liturgica viene celebrata solitamente il 16 giugno in Occidente e il 15 luglio in Oriente.

## Agiografia
Degli atti del loro martirio si conoscono circa quaranta versioni, la maggior parte delle quali elencate nella Bibliotheca hagiographica latina. Questi testi presentano spesso episodi e circostanze fantasiose, al punto che già a metà del IV secolo emersero dubbi circa l'attendibilità completa di tutte le versioni. La prima seria indagine sui due santi fu intrapresa dal vescovo Teodoro di Iconio che, sollecitato dal vescovo Zosimo, sulla base di testimonianze dirette e di documenti, epurò la narrazione dagli elementi spuri, proponendo una Passio che sostanzialmente corrisponde a quella pubblicata da Van Hoof, sotto il titolo di Acta graeca sincera negli Analecta Bollandiana. Il lavoro di Teodoro è giunto sino a noi attraverso la sua Lettera a Zosimo.
Secondo questa versione, dunque, Giulitta era una vedova, di facoltosa famiglia e di elevato lignaggio. Essa viveva ad Iconio, città della Licaonia (oggi in Turchia) durante la persecuzione di Diocleziano nei confronti dei cristiani. Essendosi convertita al cristianesimo e temendo per sé e per il figlio, lasciò i suoi averi e la sua città, fuggendo con due ancelle e con il figlioletto Quirico di tre anni. Scoperta e catturata mentre raggiungeva Tarso, per ordine del governatore della Cilicia Alessandro, fu posta sotto tortura affinché accettasse, secondo la prassi, di sacrificare agli dei. Pur nei tormenti la donna rifiutò di rinnegare la sua fede. A presiedere il giudizio era lo stesso governatore Alessandro che teneva sulle ginocchia il piccolo Quirico.

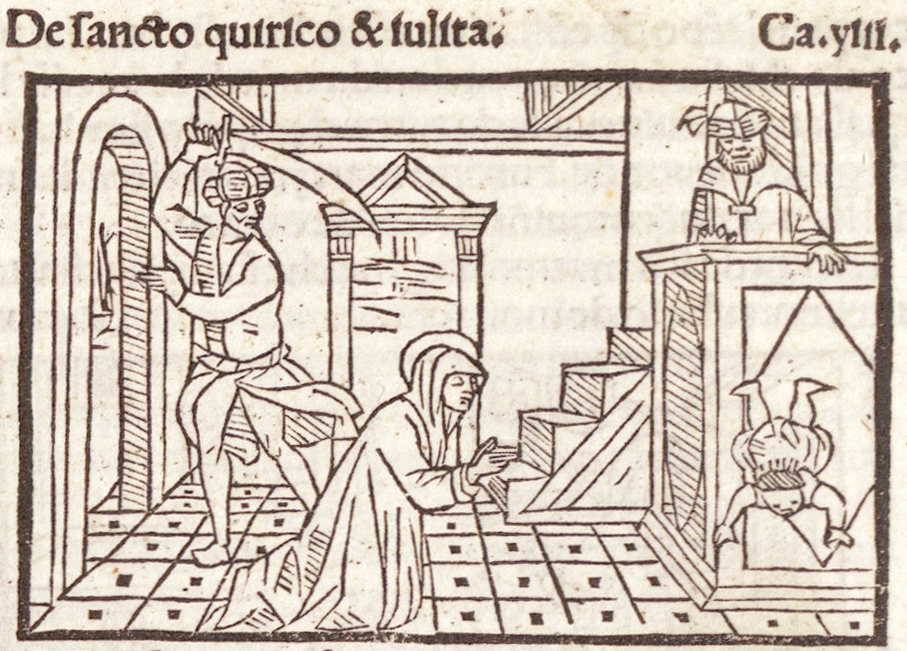
Il martirio di Quirico e Giulitta nella Legenda Aurea (1497)

Le ripetute nerbate inflitte a Giulitta non facevano vacillare la sua fede, ma addirittura fecero sorprendentemente pronunciare al bambino: «Sono cristiano anch'io!». A queste parole il governatore scagliò il piccolo sui gradini del tribunale, facendogli battere la testa e uccidendolo sul colpo. La madre non si scompose, ma rimase in preghiera ringraziando il Signore perché il figlio l'aveva preceduta nella gloria dei Cieli. Il governatore Alessandro, pieno d'ira, la consegnò allora al boia perché fosse decapitata.
I loro corpi, recuperati da una delle due ancelle di Giulitta scampata alle persecuzioni, furono tenuti nascosti fino a che in epoca costantiniana il loro culto venne apertamente divulgato.
In numerose versioni della Passio si indica la città di Tarso come il luogo del martirio, anche se in altre è Antiochia.

## Il culto

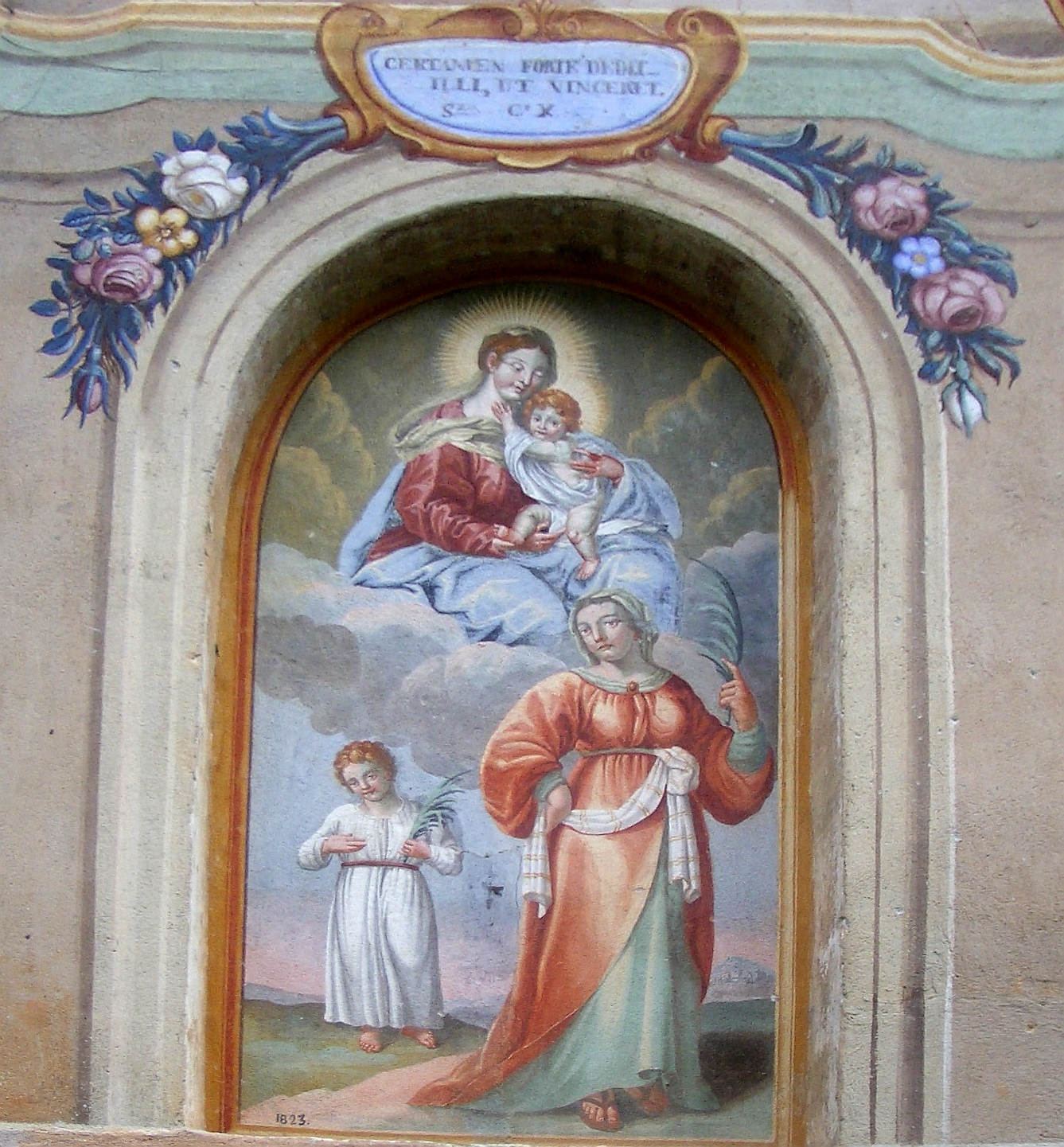
Affresco raffigurante i santi Quirico e Giulitta sulla facciata di un oratorio ad essi dedicato, Boccioleto, Valsesia

Il culto dei santi Quirico e Giulitta è radicato e diffuso sia in Oriente che in Occidente. 
Ad introdurlo in Europa pare sia stato sant'Amatore, vescovo di Auxerre (morto nel 418), che avrebbe portato le loro reliquie da Antiochia a Marsiglia, nella chiesa di San Vittore, da lì poi traslate a Roma da papa Vigilio (537-555), che fece erigere una chiesa loro dedicata nella zona detta dei Pantani, l'attuale rione Monti. Una reliquia di San Quirico martire è inoltre custodita nell'omonima chiesa in Bolano di Fisciano.
Quirico e Giulitta vengono festeggiati dalla Chiesa cattolica il 16 giugno. 
Riguardo al giorno del martirio si confrontano due tradizioni distinte: quella occidentale che indica il 16 giugno e quella orientale che invece riferisce il 15 luglio. Quest'ultima pare decisamente la più probabile poiché è già indicata nella citata Lettera di Teodoro, mentre il 16 giugno compare per la prima volta nel 1493 nel Catalogus Sanctorum di Pietro de Natali. Per contro, anche in Occidente (ad esempio a Lapedona, a Serra San Quirico (AN), a Santa Giuletta (PV), a San Chirico Raparo (PZ), Castelnuovo Bormida, Ardauli e Cargeghe la loro festa ricorre il 15 luglio). 

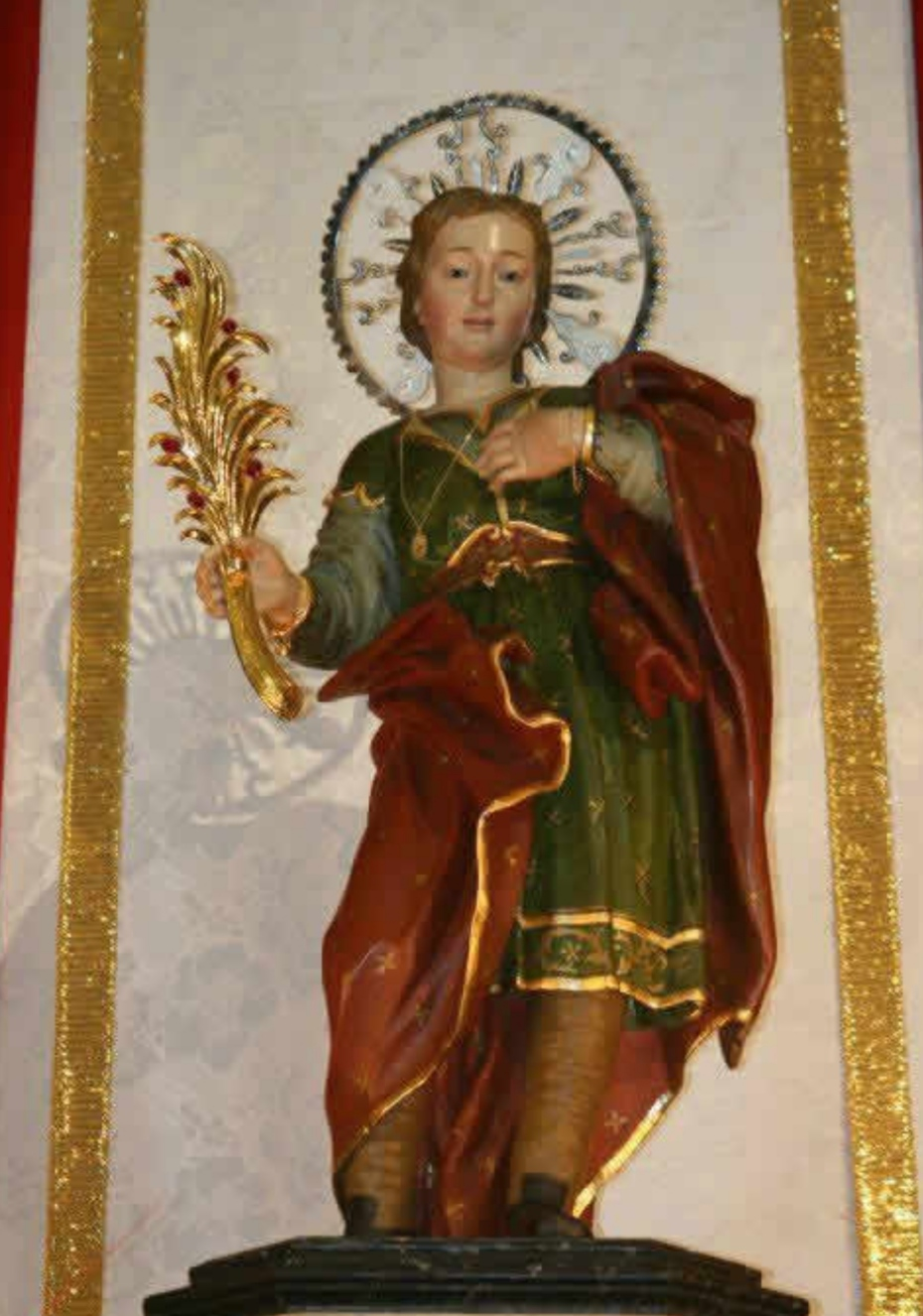
Statua di San Chirico Martire venerato a San Chirico Raparo (PZ)

### Patronati
I santi Quirico e Giulitta sono patroni dei seguenti comuni italiani:
- Arezzo, frazione di Rigutino (AR)
- Bolano,frazione di Fisciano (SA)
- Bagnasco (CN)
- Borgo San Martino (AL)
- Buddusò (SS), compatroni con i santi Ambrogio e Anastasia (settembre)
- Cargeghe (SS)
- Casaletto di Sopra

(CR)
- Castelnuovo Bormida (AL)
- Castiglion Fibocchi (AR)
- Cavaria con Premezzo (VA), compatroni con sant'Antonino martire
- Cella Monte (AL)
- Cisternino (BR)
- Collesalvetti (LI)
- Corvino San Quirico (PV)
- Greggio (VC)
- Gudo Visconti (MI)
- Lapedona (FM)
- Lezzeno (CO)
- Locate Varesino (CO)
- Montelabbate (PU), festa il 15 luglio
- Norbello (OR)
- Olcenengo (VC)

- Paullo (MI)
- Pino sulla Sponda del Lago Maggiore (VA)
- San Chirico Raparo (PZ), san Quirico compatrono con santa Sinforosa
- San Quirico d'Orcia (SI)
- San Quirico in Val Polcevera, già comune autonomo e oggi quartiere di Genova, cui fu inglobato nel 1926
- Santa Giuletta (PV)
- Santa Giulitta (LO)
- Sante Marie (AQ), compatroni con san Nicola e santa Filomena
- Serra San Quirico (AN)
- Solaro (MI)
- Suello (LC), compatroni con san Biagio
- Ternate (VA)
- Tresana (MS)
- Trivero (BI)
- Trofarello (TO), solo san Quirico
- Ussaramanna (VS), solo san Quirico
- Vergemoli (LU)
- Vetruscelli (borgo medievale distrutto e aggregato a Roseto Valfortore)
- Villa Minozzo (RE)

Sono inoltre patroni di Visignano (Croazia) e di Nevers (Borgogna).